# 太田典礼
太田 典礼（おおた てんれい（旧名：武夫）、1900年10月7日 - 1985年12月5日）は、日本の産婦人科医、政治家。元衆議院議員（当選1回）。九州帝国大学医学部卒業。京都帝国大学大学院産婦人科専攻（大正15年）修了。産児制限と安楽死を説き、子宮内避妊器具の草分けのひとつである「太田リング」を考案した。優生保護法の制定に尽力。日本安楽死協会（のち日本尊厳死協会と改称）を設立。

## 略歴
京都府与謝郡生まれ。代々産科医で、典禮の名が受け継がれており、武夫は八代目典禮を1942年に襲名した。京都府立第四中学校（現京都府立宮津高等学校）を卒業した後に、第三高等学校を卒業する。九州帝国大学医学部を卒業後に医師になる。学生時代に、女性が沢山の子どもを産むことはそれだけ女性の負担になり、母体の命に危険だとして1、2程度に抑制するという産児制限の推進者であるマーガレット・サンガーの思想を知り、以後母体のために避妊や人工妊娠中絶の運動を行ってゆく。
1946年、第22回衆議院議員総選挙に日本共産党公認で京都全府区から立候補するが、落選。その後は日本社会党に移籍し、1947年、第23回衆議院議員総選挙で旧京都2区から日本社会党公認で立候補し、当選。その後、加藤シヅエらとともに「優生保護法」（1948年施行、現・母体保護法）の制定に尽力した。その後、日本社会党から労働者農民党に参加するが、1949年、第24回衆議院議員総選挙で落選する。1962年、第6回参議院議員通常選挙に、京都府選挙区から無所属で立候補するが落選し、政界を引退した。
また、日本の安楽死運動の第一人者としても知られる。1976年1月には、植松正らとともに「安楽死協会」を発足させる。同年6月には「日本安楽死協会」と改称、初代理事長に就任する。
しかし、太田は老人について「ドライないい方をすれば、もはや社会的に活動もできず、何の役にも立たなくなって生きているのは、社会的罪悪であり、その報いが、孤独である、と私は思う。」と主張し、安楽死からさらに進めた自殺を提案したり、安楽死を説く中で、障害者について「劣等遺伝による障害児の出生を防止することも怠ってはならない」「障害者も老人もいていいのかどうかは別として、こういう人がいることは事実です。しかし、できるだけ少なくするのが理想ではないでしょうか。」と主張した。また『週刊朝日』1972年10月27日号によれば、「植物人間は、人格のある人間だとは思ってません。無用の者は社会から消えるべきなんだ。社会の幸福、文明の進歩のために努力している人と、発展に貢献できる能力を持った人だけが優先性を持っているのであって、重症障害者やコウコツの老人から〈われわれを大事にしろ〉などと言われては、たまったものではない」とも述べている。むろん、太田のこうした言動には非難が起こった。太田は批判に対して幾度かは反発したものの、1983年8月には「安楽協死会」を「日本尊厳死協会」に改称している。もともと太田は「尊厳死」の用語を批判していたが、にもかかわらず「尊厳死」を採用したのは、「安楽死」が持つマイナスのイメージを払拭し、語感の良い「尊厳死」に変えることで世間の批判を和らげようとしたからである。
晩年に近くでは体調を崩すこともあったがチューブに繋がれて生きるような姿、自分で自分すら分からなくなってる状態は生きているとは言えないとして無理な延命措置は絶対に拒絶すると述べている。そうなったら寿命だとして自身が安楽死出来るようにすることを訴えている。療養生活を送っていた1985年12月5日、死去。85歳没。

## 著作
（太田武夫名義）
- 『産児調節の新知識』艸元社 1935
- 『貞操の分析』アスカ社 1936
- 『ホルモン性科学読本』中央公論社 1936
- 『暁の感覚』南光社 1937
- 『性科学』三笠書房 唯物論全書 1937

（太田典禮名義）
- 『産兒制限の知識』大洋出版社 國民醫學新書 1946
- 『各種産兒調節法』國民醫學新書　産兒制限同盟本部 1947
- 『性の科学と倫理』文理書院 1947
- 『青春のために』文理書院 1948
- 『正しい産兒制限』公衆衛生社 衞生教育のために 1948
- 『恋愛社会主義』文林堂 1948
- 『青年に教ふ』建設社 1949
- 『青春期の教養』文理書院 1953
- 『青春期の問題』文理書院 1955
- 『青春白書 ノイローゼの手記』編著 文理書院 1956
- 『青と赤 私は見て来た 獄中記』妙義出版 1957
- 『完全な男性』朋文社 1957
- 『誤診』朋文社 1957
- 『青春期の秘密 性医学者の診察室の告白』文理書院 1957
- 『第三の性 性の崩壊?』妙義出版 1957
- 『青春期の知識』文理書院 1958
- 『性と愛の知識』文理書院 1966
- 『堕胎禁止と優生保護法』経営者科学協会 1967
- 『日本産児調節史 明治・大正・昭和初期まで』日本家族計画協会 1969
- 『性の権利』三一新書 1970
- 『安楽死』編著 クリエイト社 1972
- 『安楽死のすすめ』三一新書 1973
- 『太田リングの記録』太田リング研究所ほか 1974
- 『避妊リング 新しく許可になった避妊法』刊々堂出版社 1974
- 『生きている原始宗教』出版科学総合研究所 1976
- 『日本産児調節百年史』出版科学総合研究所 1976
- 『無宗教生きがい論』出版科学総合研究所 1976　人間の科学社 1980
- 『エロスの周辺』編著 人間の科学社 1980
- 『ここをわが家とおぼえしか 戦時下の獄中記録』人間の科学社 1980
- 『堕胎禁止と優生保護法』経営者科学協会 1980
- 『反骨医師の人生 太田典礼自伝』現代評論社 1980
- 『第三の性 性は崩壊するのか』編著 人間の科学社 1981
- 『安楽死』三一新書 1982
- 『死はタブーか 日本人の死生観を問い直す』人間の科学社 1982
- 『樺太と日本の悪縁』人間の科学社 1983
- 『中絶は殺人でない』編 京都産婦人科医会 1983
- 『王様のねむり 大人のメルヘン』太田てんれい 太田出版 1984
- 『老人島 短篇集』太田てんれい 太田出版 1984
- 『生き生きて八十余年 太田典礼を偲ぶ』太田典礼を偲ぶ会編 太田リング研究所 1986

### 共編著
- 『産児制限の正しい知識』帆足計,日産協人口調節問題懇談会共著 日本産業協議会 1949
- 『婦人問題』社會主義教育協會,山川菊栄,神近市子,西塚静子,新妻イト,山本杉共著 三元社 社會主義講座 1949
- 『娘と妻の医学 結婚相談』奈良林祥共著 東都書房 1960
- 『葬式無用論』稲田務共代表編集 葬式を改革する会 1968
- 『ガンと安楽死 共存・安楽生の時代を迎えて』田村豊幸共編 人間の科学社 1984

### 翻訳
- アンナ・ジー・ヘインス『ソヴエトロシアに於ける醫療制度の實際』太田武夫訳 政經書院 1931
- ミルトン・D.ハイフェッツ, チャールズ・マンゲル『死を選ぶ権利 脳神経外科医の安楽死の記録』太田典礼,和田敏明訳 金沢文庫 1976